# Conférence de Medellín
La deuxième Conférence générale de l'épiscopat latino-américain, dite Conférence de Medellin, est la deuxième session du Conseil épiscopal latino-américain, qui a lieu du 24 août au 16 septembre 1968 au grand séminaire (es) de la ville colombienne de Medellín.
La conférence est ouverte à la cathédrale de la ville le 24 août par le pape Paul VI.

## Contexte
La conférence de Medellín est la deuxième session du Conseil épiscopal latino-américain, après la conférence de Rio de Janeiro en 1955. Elle est suivie par celles de Puebla en 1979, Saint-Domingue en 1990 et Aparecida en 2007. Sa tenue est annoncée par le pape le 20 janvier 1968.
La conférence est ouverte à la cathédrale de la ville le 24 août par le pape Paul VI, ce qui constitue la première visite pastorale d'un pape en Amérique latine. Paul VI évoque cette participation avec les évêques sud-américains dès les derniers jours du concile Vatican II, en 1965.

## Thématiques abordées
La « libération des peuples opprimés » est une des thématiques centrales de la conférence.

## Décisions prises
Face à la violence de certains régimes autoritaires latino-américains, les évêques réunis en 1968 à Medellín dénoncent la « violence institutionnalisée » des structures existantes et reconnaissent également, dans certaines circonstances, la légitimité de l’insurrection révolutionnaire. Hélder Câmara, qui y est présent, affirme qu’il serait « toujours prêt à lever le drapeau de la révolution, pour autant que celle-ci ne soit pas sanglante et que celle-ci soit faite par les masses marginalisées du continent ». Les affirmations posées lors de cette conférence amène par la suite plusieurs théologiens à élaborer une « théologie de la libération ».
D'autre part, la conférence de Medellín est la première manifestation publique de l’« option préférentielle [de l'Église] pour les pauvres », ainsi que du « développement intégral de tout l’homme et de tous les hommes ».

## Conséquences
Plusieurs théologiens sud-américains analysent la conférence de Medellín comme une « réception créative et sélective » de Vatican II. C'est « le seul exemple d'une réception continentale de Vatican II ».
À ce titre, il est estimé que la conférence de Medellín avait marqué une rupture franche avec celle de Rio
Une partie du clergé et plusieurs gouvernements latino-américains contestent les déclarations de Medellín. Dans plusieurs pays où sévissent dans les années 1970 des régimes autoritaires, des jeunes prêtres souhaitent mener de front une réforme interne de l’Église à une réforme socialiste de l’État, parfois même en préconisant le recours à la violence.
Du 23 au 26 août 2018, le cinquantenaire de la conférence est célébré à Medellín en présence de trois cents personnalités. À cette occasion, des observateurs estiment que les déclarations de 1968 influencent et inspirent tant le travail quotidien que les grandes décisions de l'épiscopat latino-américain.